# Ininthimeos
Tiberius Julius Ininthimeus Philocaesar Philoromaios Eusebes (en grec moderne : Τιβέριος Ἰούλιος Iνινθιμηος Φιλόκαισαρ Φιλορώμαίος Eυσεbής), plus connu sous le nom de Ininthimeus, Ininthimaeus, Ininthimaios ou encore plus couramment de Ininthimeos, mort en 239, est un roi du Bosphore de la dynastie Tibérienne-Julienne qui règne de 234-235 à 239.

## Biographie

### Origine
Malgré son nom d'origine scythe, déjà porté par un monarque antérieur de ce peuple, Ininthimaios semble appartenir à la dynastie des Tiberii Iulii dont il prend le gentilice. Son origine est inconnue, mais il est parfois considéré comme un fils de Sauromatès III.
Antérieurement, l'hypothèse a également été émise qu'il était un usurpateur « barbare », époux d'une princesse de la famille royale, sœur de Rhescuporis III, qu'il dépossède.

### Règne
Ininthimeos règne pendant cinq ans ; il est le contemporain des empereurs Sévère Alexandre, Maximin Ier et Gordien le Pieux, avec lesquels il est représenté sur ses monnaies de 531 à 535 de l'ère du Pont, diadémé et barbu, avec la légende « ВАСIΛΕΩC ININΘIMHYOY ». Sur d'autres pièces figurent également à l'avers, face à face, le buste du roi drapé et diadémé vers la droite et vers la gauche celui d'Aphrodite « Aperturas » (Ourania), drapée et voilée, et au revers la même déesse, revêtue de longs vêtements. Ininthimeos est aussi mentionné dans deux inscriptions datées de l'an 533 de l'ère du Pont :
- la première du 1er du mois de Panemos (i.e. juillet), trouvée à Tanaïs en 1853, concerne la reconstruction d'une tour des fortifications faite par un architecte romain, Aurélius Antoninus, aux frais d'un marchand nommé Démétrios, fils d'Apollonios ;
- la seconde commémore la réfection d'un puits et l'érection par le même architecte romain, Aurélius Antoninus, d'une tour par un officier du roi Chophrasmon, fils de Phorganakès, et l'hellénarque Psycharion, fils de Phidanos ; elle est datée du 1er du mois de Gorpiaios (octobre). Le roi y est qualifié traditionnellement de « Φιλόκαισαρ Φιλορώμαίος Eυσεbής », Philocaesar Philoromaios Eusebes (i.e. « ami de César, ami des Romains et pieux »), ce qui confirme qu'il régnait avec l'accord de Rome[3].

### Postérité
D'une union avec une femme inconnue, Ininthimaios est parfois considéré comme le père de :
- Rhescuporis IV.